# Ixodes laguri
Ixodes laguri este o specie de căpușe din genul Ixodes, familia Ixodidae, descrisă de Olenev în anul 1931. Conform Catalogue of Life specia Ixodes laguri nu are subspecii cunoscute.